# Что-то должно случиться
«Что-то должно случиться» (англ. Something's Got to Give) — незаконченный фильм 1962 года режиссёра Джорджа Кьюкора. Последний фильм, в котором снималась Мэрилин Монро, ремейк фильма 1940 года «Моя любимая супруга». Некоторые думают, что название фильма в буквальном смысле намекает на смерть Мэрилин Монро.

## Сюжет
Спустя пять лет после исчезновения Эллен Арден суд признаёт её умершей. Николас Арден снова женится, но даже в свадебном путешествии не перестаёт думать о своей первой жене. Всё сильно усложняется, когда вернувшись с Гавайев он и новая жена Бьянка застают дома Эллен. Бьянке она представляется как шведка мисс Ингрид Тик, гувернантка Лиа и Томми, детей Арденов. Николасу непросто найти удобный момент, чтобы сказать Бьянке, что мисс Тик — это его первая жена Эллен. Хуже того, он ещё и ревнует, ведь эти пять лет Эллен провела на острове с неким Стивеном Буркеттом.

## В ролях
- Мэрилин Монро — Эллен Вагстафф Арден
- Дин Мартин — Николаc Арден
- Сид Чарисс — Бьянка Расселл Арден
- Том Трайон — Стивен Буркетт
- Александра Хейлвейл — Лиа Арден, дочь Эллен и Николаса
- Роберт Кристофер Морли — Томми Арден, сын Эллен и Николаса
- Уолли Кокс — продавец обуви
- Фил Сильверс — страховой агент Джонсон
- Стив Аллен — психоаналитик Бьянки доктор Шлик

## Подготовка к съёмкам
Сценарий фильма написали Арнольд Шульман, Наннэлли Джонсон и Уолтер Бернштейн. Это была обновлённая версия фильма 1940 года по сценарию Лео Маккэрея, Беллы Спивак и Сэма Спивака, в свою очередь комедийной инверсии поэмы Лорда Альфреда Теннисона 1864 года «Энох Арден».
До этого фильма Монро не снималась более года, перенесла операцию на желчном пузыре, после которой похудела более чем на десять килограмм. До начала съёмок она сообщила продюсеру Генри Вайнштайну, что получила приглашение из Белого Дома выступить в Мэдисон-сквер-гарден перед президентом Джоном Кеннеди в честь дня его рождения 19 мая 1962 года. Продюсер дал на это согласие.

## Съёмки фильма
Съёмки начались 23 апреля 1962 года и проводились в 14 павильоне киностудии 20th Century Fox (для декораций за образец взяли дом Джорджа Кьюкора в Беверли-Хиллз), но из-за того, что Монро заболела острым синуситом, снимались преимущественно сцены без её участия. За 32 дня она появлялась на съёмочной площадке 12 раз, было снято всего 7 с половиной минут годного для монтажа материала.
23 мая снимался наиболее известный эпизод фильма — сцена в бассейне.
Последним днём съёмок фильма стало 1 июня 1962 года, 36-й день рождения Монро. Когда 4 июня она сказала, что не может сниматься из-за высокой температуры, Джордж Кьюкор принял решение о замене актрисы. Это решение отчасти было вызвано тем, что в то же время шли съёмки фильма «Клеопатра» с Элизабет Тейлор, самого дорогого на тот момент, и фильм «Что-то должно случиться» должен был выйти в срок, к Рождеству, чтобы кассовые сборы обеспечили финансирование «Клеопатры». Вместо Монро на эту роль взяли Ли Ремик. Однако Дин Мартин отказался сниматься без Монро. Тогда киностудия заключила с ней новый контракт на два фильма («Что-то должно случиться» и «Что за путь!») с гонораром в 500 тысяч долларов за каждый, а режиссёра по настоянию Монро заменили на Жана Негулеско. Работу над фильмом планировалось возобновить в октябре, но со смертью актрисы 5 августа проект был полностью изменён. Режиссёром был назначен Майкл Гордон, фильм был снят заново с участием Дорис Дэй и Джеймса Гарнера и вышел под названием «Move over Darling» («Я вернулась, дорогой»).

## Дальнейшая судьба фильма
Фрагменты отснятого материала использовались в документальных фильмах «Marilyn» 1963 года и «Marilyn: Something’s Got to Give» 1990 года. В 1999 году компанией Prometheus Entertainment из девятичасового материала был с помощью цифровых технологий смонтирован 37-минутный фильм. Впервые он был показан публике 1 июня 2001 года, на 75 годовщину со дня рождения Мэрилин Монро.

## Название фильма
Something has got to give (также Something’s gotta give) — английская идиома, буквальное её значение — что-то должно сломаться (не выдержав чрезмерной нагрузки). В переносном смысле — так больше продолжаться не может, отношения или переговоры зашли в тупик и необходимо найти компромисс.
В 1954 году Джонни Мерсер написал текст и музыку песни с таким названием. Впервые её исполнил Фред Астер в 1955 году. В начале и в конце фильма звучит кавер-версия этой песни в исполнении Фрэнка Синатры (вошла в его альбом 1959 года «Come Dance with Me!»), а по ходу фильма — инструментальная версия в исполнении Рея Энтони и его оркестра.